# Mezenchym

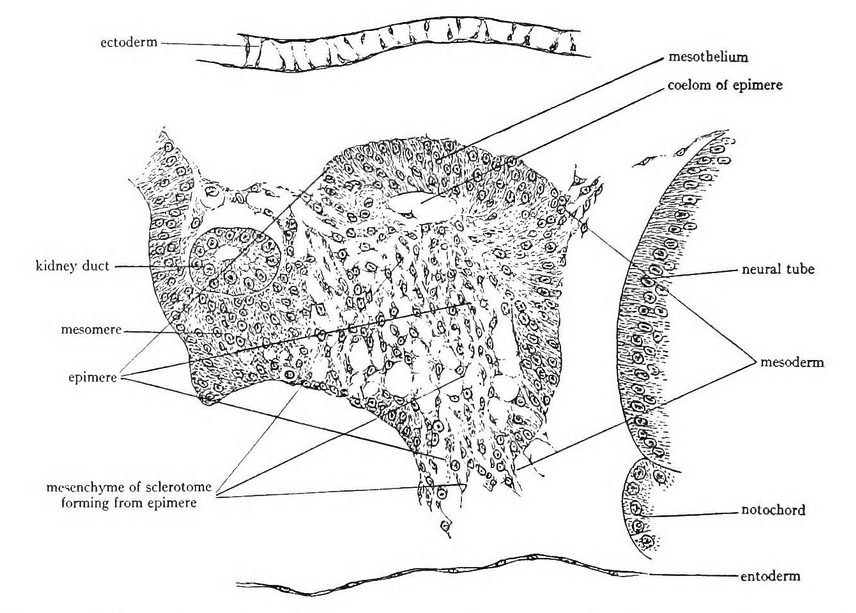
schéma stavby mesenchymu

Mezenchym je původní výplň mezi zárodečnými listy ektodermem a entodermem. Má řídkou houbovitou stavbu – velké mezibuněčné prostory. Při diferenciaci z mezenchymu vycestovávají buňky pozdějšího mezodermu. Ty vytvářejí základní hmotu, která plní opornou, trofickou (vyživovací) a výplňovou funkci. 
U člověka je mezenchym prvním stadiem vývoje mezodermu a vzniká během třetího týdne vývoje, při zanořování epiblastu (proces gastrulace).